# Île Vénus
Pour les articles homonymes, voir Vénus.
Île Vénus (en anglais : Venus Island) est une île inhabitée canadienne située dans la baie Georgienne, à environ 200 km au nord-nord-ouest de Toronto. 